# تاوتی لاپوتلینن
تاوتی لاپوتلینن (فنلاندی: Taavetti Lapveteläinen; ۱۹ نوامبر ۱۸۶۰ – ۱ ژوئیهٔ ۱۹۱۹) سیاستمدار اهل فنلاند بود.